# Fable (игра, 2026)
Fable — будущая игра в жанре Action/RPG, разрабатываемая Playground Games в сотрудничестве с Eidos Montreal и издаваемая Xbox Game Studios. Игра станет перезапуском серии Fable и будет выпущена для Windows и Xbox Series X/S. Релиз игры запланирован в 2026 году.

## Разработка
Fable станет первой игрой серии после Fable: The Journey, вышедшей на Xbox 360 в 2012 году, учитывая отмену Fable Legends и последующего закрытия разработчиков оригинальной серии Lionhead Studios. Первые упоминания о новой части серии появились в 2017 году, когда глава Xbox Фил Спенсер заявил в Твиттере, что у франшизы «много направлений, по которым она может развиваться».
В начале 2018 года издание Eurogamer сообщило, что компания Playground Games, известная своей работой над серией Forza Horizon, приступила к разработке четвёртой части серии Fable. Позднее в том же году стало известно, что Playground Games ищет 177 новых сотрудников на должности, связанные с ролевой игрой с элементами открытого мира. В преддверии выставки E3 2019 Forbes сообщил об утечке видео, относящегося к игре Fable от Playground Games. В июле 2020 года игра была официально анонсирована на Xbox Games Showcase и была названа «новым истоком» серии.
В декабре 2020 года Анна Мегилл, бывший разработчик студии Remedy Entertainment, заняла должность ведущего сценариста проекта. В 2022 году студия заявила о поиске человека с «творческим взглядом на механики и системы повествования, а также глубоким пониманием интерактивных требований к игровому повествованию». В июле Мегилл была повышена до нарративного директора проекта. В октябре 2022 года к команде Fable присоединился Эндрю Уолш, главный сценарист Horizon Forbidden West.
В ноябре 2022 года глава Xbox сообщил, что игра будет сочетать в себе «высокое качество, создание предметов и внимание к деталям», присущие Fable, а Джейсон Шрайер из Bloomberg сообщил, что Eidos Montreal сотрудничает с Xbox в работе над Fable. В марте 2023 года появилась информация о том, что игра находится на ранней стадии разработки. 11 июня 2023 года Playground Games представила на Xbox Games Showcase первый внутриигровой трейлер игры Fable с участием актёра Ричарда Айоади.
В июне 2024 года издатель Microsoft выпустил трейлер, в котором был показан мир игры Fable. И в конце трейлера было показано, что игра выйдет в 2025 году. В новостных сайтах про компьютерные игры появилась информация, что разработчиком игры будет студия Playground Games (которая ранее работала над серией Forza Horizon), а помогать в созданий игры будет студия Eidos Montreal (которая создавала серию игр Deus Ex). Игра выйдет на платформах Windows и Xbox Series X/S.
25 февраля 2025 года глава Xbox Game Studios Крейг Дункан сообщил, что релиз игры переносится на 2026 год.